# Bertalan Papp
Bertalan Papp (7 de septiembre de 1913-8 de agosto de 1992) fue un deportista húngaro que compitió en esgrima, especialista en la modalidad de sable.
Participó en dos Juegos Olímpicos de Verano en los años 1948 y 1952, obteniendo dos medallas: oro en Londres 1948 y oro en Helsinki 1952. Ganó dos medallas de oro en el Campeonato Mundial de Esgrima en los años 1953 y 1954.

## Palmarés internacional
| Juegos Olímpicos   | Juegos Olímpicos        | Juegos Olímpicos | Juegos Olímpicos  |
| Año                | Lugar                   | Medalla          | Prueba            |
| ------------------ | ----------------------- | ---------------- | ----------------- |
| 1948               | Londres (Reino Unido)   | Medalla de oro   | Sable por equipos |
| 1952               | Helsinki (Finlandia)    | Medalla de oro   | Sable por equipos |
| Campeonato Mundial |                         |                  |                   |
| Año                | Lugar                   | Medalla          | Prueba            |
| 1953               | Bruselas (Bélgica)      | Medalla de oro   | Sable por equipos |
| 1954               | Luxemburgo (Luxemburgo) | Medalla de oro   | Sable por equipos |